# Mimagnia quadrifasciata
Mimagnia quadrifasciata là một loài bọ cánh cứng trong họ Cerambycidae.